# Kazimierz Kmiecik
Kazimierz Kmiecik, född den 19 september 1951 i Węgrzce Wielkie, Polen, är en polsk fotbollsspelare som tog OS-guld i fotbollsturneringen vid de olympiska sommarspelen 1972 i München. Vid de olympiska sommarspelen 1976 i Montréal var han med och togOS-silver i fotbollsturneringen